# Matsuranomiya monogatari
Le Matsuranomiya monogatari (松浦宮物語, Matsuranomiya monogatari, littéralement Le Dit du palais de Matsura) est un monogatari incomplet écrit par Fujiwara no Teika, le poète waka de l'époque Kamakura. Il date de la fin du XIIe siècle ou du début du XIIIe siècle.

## Paternité et date
La plupart des spécialistes acceptent l'hypothèse selon laquelle Fujiwara no Teika est l'auteur de Matsuranomiya monogatari. C'est la seule œuvre de fiction en prose de Teika qui est toujours accessible, même s'il existait probablement autrefois d'autres exemplaires. Le Mumyōzōshi (1200 ou 1201) l'attribue à Teika.
Il est probablement rédigé entre 1189 et 1201. On établit cette date en combinant le passage du Mumyōzōshi (qui appelle Teika shōshō, « capitaine moindre ») et ce qu'on sait de Teika d'après d'autres sources ; il était alors en exercice du poste de shōshō entre 1189 et 1202.

## Influences
L'œuvre est thématiquement semblable au Utsubo monogatari, dans lequel le héros et le thème de la musique sont reflétées. Le Mumyōzōshi soutient aussi que l'intrigue rappelle l'Utsubo. Les poèmes waka, particulièrement dans le premier volume, montrent l'influence du Man'yōshū (ceci est aussi noté par le Mumyōzōshi). Teika avait peut-être copié l'écrit chinois Hamamatsu chūnagon monogatari.
Il n'y a pas d'allusion au Dit du Genji. L'œuvre est écrite au passé lointain, à l'époque de Fujiwara-kyō, de 692 à 710, bien avant l'époque du Genji. Il n'est pas clairement établi pourquoi Teika a choisi d'éviter l'influence du Genji : c'est peut-être parce qu'il était opposé à la féminité de Murasaki Shikibu, ou qu'il s'est langui du bon vieux temps dans lequel la noblesse japonaise (kuge) maîtrisait les arts militaires autant que la littérature.
On a supposé que les descriptions de la guerre montrent l'influence des expériences de Teika de la guerre de Genpei, ou de sa lecture des descriptions de la révolte d'An Lushan.

## Contenu
Le protagoniste, Ben no Shōshō (弁少将) est un savant de la poésie chinoise n'ayant que sept ans et maîtrisant bien des instruments de musique. Il tombe amoureux de la princesse Kannabi (神奈備皇女, Kannabi-no-miko), mais elle ne lui retourne pas son affection. Il est envoyé pour participer à une des missions dans la Chine. Au banquet de leur départ, la princesse Kannabi lui donne un poème exprimant qu'elle penserait toujours à lui. Il part pour la Chine depuis le port de Matsura à Kyūshū et sa mère l'attend à Matsura et y construit un palais (dont provient le titre de l'œuvre).
Après l'accostage à Ningbo, la mission se rend à la capitale, et la maîtrise des arts de Shōshō fait bonne impression à l'empereur. L'empereur prend des dispositions pour que de belles danseuses offrent un spectacle à Shōshō, mais il n'est pas tenté et il passe les nuits tout seul. Sa retenue impressionne alors l'empereur. Shōshō se met à la pratique du qin, sous l’instruction d'un maître âgé qui l'encourage à étudier sous la tutelle de la princesse Hua-yang (華陽公主, Kayō-no-miko), une joueuse encore meilleure que lui. En trouvant la princesse Hua-yang à son refuge de montagne, il en tombe amoureux, faisant passer les danseuses comme des poupées d'argile, et la princesse Kannabi comme une campagnarde fruste. Elle lui enseigne un morceau secret, et ils commémorent tous les deux à l'occasion avec un échange de poèmes en chinois et en japonais.
Elle lui révèle qu'elle a appris à jouer le qin avec un immortel descendu du ciel (天). Quand ils se rencontrent ensuite, elle lui enseigne le reste de la musique secrète mais elle avoue qu'elle est sur le point de mourir. Elle lui dit que s'il fait révérence à la statue de Kannon au temple Hatsuse (長谷寺 ou 初瀬寺, Hase-dera ou Hatsuse-dera), après être retourné au Japon, ils seront réunis. La princesse meurt ainsi que l'empereur, malade. Il s'ensuit une guerre de succession entre le jeune prince héritier et son aîné, le prince Yen, frère de l'empereur. Cette guerre tourne à la catastrophe et des défections de l'armée loyaliste font enfler les forces du prince Yen[pas clair].
L'impératrice douairière au comble du désespoir demande l'aide de Shōshō malgré son manque d'expérience aux affaires de guerre, mais il se sent obligé d'accepter la requête de l'impératrice douairière. Le forces de Shōshō ne comprennent que cinquante ou soixante hommes, contre une armée forte de 30 000 hommes. Il prie les bouddhas et le dieu du Japon ; un prodige surnaturel leur accorde la victoire. Après la bataille et le rétablissement de la paix, l'impératrice douairière lui accorde son autorisation pour retourner au Japon, bien qu'elle veuille qu'il reste au Chine en tant que ministre délégué ; ils s'engagent dans une brève liaison.
Un passage bref décrit le voyage de retour et Shōshō retrouve sa mère à Matsura. Il se rend au temple Hatsuse et célèbre le rite comme la princesse Hua-yang le lui avait prescrit ; cette dernière ressuscite alors. Ils tombent amoureux de nouveau, même si Shōshō n'a pas oublié l'impératrice douairière, mais n'est plus intéressé à la princesse Kannabi qui a le cœur brisé. L'impératrice douairière réapparaît, suscitant de la jalousie chez Hua-yang. Le conflit entre les trois femmes dans la vie de Shōshō n'a pas de solution, étant donné que Teika a choisi de mettre fin au récit à ce stade.